# 李代沫
李代沫（1988年5月9日—），中国男歌手。于《中国好声音》第一季演绎曲婉婷《我的歌声裏》而走红。因涉毒被中国广电总局列为「劣迹艺人」。

## 简历
李代沫成長于中国黑龙江齐齐哈尔。李代沫从小开始学单簧管和唱歌，高一学美声，偶尔到酒吧驻唱赚钱，后到沈阳音乐学院主修美声。他在大学时期是一名胖子，在之前的采访中他表示，自己最胖时体重高达300斤。他有过8个月的残酷减肥经历，就是不吃饭，做运动，甚至还看美食节目虐待自己。他曾经为了控制食欲，经常去那些很好吃的店，站在门口闻味道。此前有传闻称李代沫是靠吸毒减肥或是吃虫减肥。
李代沫随后参加网罗新生代大赛，因翻唱曲婉婷《我的歌声里》迅速走红。
2012年7月，李代沫参加《中国好声音》第一季，因深情演绎曲婉婷《我的歌声里》而走红。之后在杭州江南专修学院团委实习了几个月，曾多次担任学校的文艺活动评委，指挥过大合唱《我们走在大路上》获得学校师生一致好评。2012年11月28日，李代沫在北京签约当然娱乐。

## 音樂作品
| 專輯 # | 專輯名稱            | 專輯類型 | 發行公司                  | 發行日期       | 曲目 |
| ------ | ------------------- | -------- | ------------------------- | -------------- | --- |
| 1st    | 我的歌聲裡 (中國版) | 大碟     | 夢響當然/九洲音像出版公司 | 2013年1月15日  | 曲目 1. 遺憾 2. 傻瓜 3. 到不了 4. 哭了 5. 愛我 6. 我是不是你最疼愛的人 7. 我最親愛的 8. 聽說愛情回來過 9. 千言萬語 10. 感恩的心                                                                  |
| 1st    | 我的歌聲裡          | 大碟     | 夢響當然/九洲音像出版公司 | 2013年1月15日  | 曲目 1. 遺憾 2. 傻瓜 3. 到不了 4. 哭了 5. 愛我 6. 我是不是你最疼愛的人 7. 我最親愛的 8. 聽說愛情回來過 9. 千言萬語 10. 感恩的心                                                                  |
| 2nd    | 敏感者 (中國版)     | 大碟     | 夢響當然/九洲音像出版公司 | 2013年8月5日   | 曲目 CD 1. 傷 2. 貪圖 3. 簡單的事 4. 不相信愛情 5. 患者 6. 他們 7. 會說話的啞巴 8. 越發寂寞 9. 愛過那張臉 10. 骨子裡的我 11. I believe I can (Bonus track) 12. 即客 Action dreamer (Bonus track) |
| 2nd    | 敏感者 (台灣版)     | 大碟     | 夢響當然/禾廣娛樂         | 2013年10月11日 | 曲目 CD 1. 傷 2. 貪圖 3. 簡單的事 4. 不相信愛情 5. 患者 6. 他們 7. 會說話的啞巴 8. 越發寂寞 9. 愛過那張臉 10. 骨子裡的我 11. 聲音                                                                |
| 3rd    | 謝謝你              | 大碟     | 夢響當然                  | 2016年2月28日  | 曲目 CD 1. 謝謝你 2. 那些歌詞裡的悲傷 3. 心理素質 4. 微光 5. 單車 6. 坦然 7. 猜測 8. 你不在 9. 看透 10. 家路                                                                                     |
| 4th    | 你來 我在           | 大碟     | 夢響當然/亞神音樂         | 2017年10月20日 | 曲目 CD 1. Intro(順流隨順) 2. 你來 我在 3. 隨遇而安 4. 戀愛不客氣 5. How to win your love 如何讓你愛我 6. 不成氣候 7. 這就是愛情 8. 孩子氣 9. 伙伴 10. Outro(啓帆揚帆)                           |
| 5th    | 勿忘                | 大碟     | 夢響當然                  | 2019年9月17日  | 曲目 CD 1. 勿忘 2. 你只是沒那麽愛我 3. 談談 4. 夜行者 5. 故事純屬虛構 6. 想念成殤 7. 幾年 8. 越痛越愛 9. 憶語流年 10. 圓周心率                                                                   |
| 6th    | 不完整的故事        | 大碟     |                           | 2020年11月20日 | 曲目 CD 1. 舊時光 2. 不愛了是我唯一撒過的謊 3. 掩于歲月的溫柔 4. 邊緣角色 5. 俗人 6. 趕不走的人 7. 歌中故事 8. 肆虐生長 9. 冷槍 10. 祝你身體健康                                                 |

## 爭議事件

### 版权纠纷
李代沫在《中國好聲音》中演唱了曲婉婷的《我的歌聲裡》，其後還用此歌拍成MV和進行商業演出。原唱者曲婉婷所屬公司环球音乐向他發出律師函，指其在未通知原創者的情況下翻唱歌曲，且翻唱用於商業用途。事件曝光後，不少網民表態支持曲婉婷，也有李代沫的支持者批評曲婉婷藉此事炒作。

### 吸毒事件
2014年3月17日，李代沫與友人在北京三里屯吸毒，被北京警方當場逮捕，驗尿結果呈陽性反應。李代沫所屬的經紀公司「當然文化傳播」18日傍晚對此發表公開聲明坦承事件，並向社會大眾及李代沫的粉絲致歉。
2014年3月18日，警方透露，李代沫所在的8人团伙属于吸贩毒团伙。根据中国相关现行法律规定，若李代沫罪名成立，最高可判3年以下有期徒刑、拘役或者管制，并处罚金。李代沫被拘后，其广告代言被撤，每月或损失商演费400万人民币。而李代沫原定3月20日到沈阳参与辽宁卫视《中国喜剧力量》节目录制，也被紧急叫停。2014年5月27日，李代沫于北京市朝阳区人民法院一审被判有期徒刑九个月，并处罚2000元人民币。12月18日，李代沫刑满释放，29日早上在母亲的陪同下首度现身，返回老家齐齐哈尔。
2014年10月8日，李代沫被列入广电总局的“封杀劣迹艺人”列单中，其国内参与制作的电影、电视剧、电视节目、广告节目、网络剧、微电影等，都列入暂停播出范围。
2015年11月26日（感恩节），李代沫出狱后低调发布单曲《谢谢你》。
2021年10月，安徽省蚌埠市文化市场综合执法支队对全市歌舞娱乐场所持续开展执法检查行动。行动中，接举报称李代沫将在该市一娱乐酒吧参加营业性演出活动，但酒吧负责人无法出示该场演出活动的演出批准文件，并表示未办理相关的批准手续，此次演出也随即叫停。